# John Young Bown
Pour les articles homonymes, voir Bown.
John Young Bown (30 décembre 1821-26 septembre 1890) est un homme politique canadien de l'Ontario. Il est député fédéral libéral-conservateur de la circonscription ontarienne de Brant-Nord de 1867 à 1872.

## Biographie
Ne dans le Dorsetshire en Angleterre, Bown étudie la médecine à l'université de St Andrews en Écosse. Membre du Collège royal de chirurgie, il s'établit et pratique ensuite la médecine à Brantford en Ontario.
En 1861, il représente la partie Est de Brant dans la 7e législature de la province du Canada. Réélu en 1863, il demeure député après la Confédération canadienne pendant un mandat jusqu'en 1872.
Il meurt à Brantford en 1890.